# Idaho stop
El Idaho stop o stop de Idaho es el nombre popular de una serie de disposiciones legislativas de varios estados de Estados Unidos, que permiten que las personas en bicicleta traten una señal de stop como una señal de ceda el paso, o bien un semáforo en rojo como una señal de stop. Entró en vigor por primera vez en Idaho en 1982, y se extendió a Delaware, en forma limitada, en 2017. Arkansas fue el segundo estado que hizo legales el tratamiento de la señal de stop como ceda el paso y el del semáforo en rojo como stop en abril de 2019. Los estudios de Delaware e Idaho muestran disminuciones significativas en las colisiones reguladas mediante señales de stop.

## Situación legal por estados (EE.UU.)
| Estado                      | Stop como ceda | Semáforo rojo como stop | Año de aprobación |
| --------------------------- | -------------- | ----------------------- | ----------------- |
| Idaho                       | Sí             | Sí                      | 1982              |
| Delaware                    | Sí             | No                      | 2017              |
| Arkansas                    | Sí             | Sí                      | 2019              |
| Oregón                      | Sí             | No                      | 2019              |
| Washington                  | Sí             | No                      | 2020              |
| Utah                        | Sí             | No                      | 2021              |
| North Dakota                | Sí             | No                      | 2021              |
| Oklahoma                    | Sí             | Sí                      | 2021              |
| Colorado                    | Sí             | Sí                      | 2022              |
| Washington D. C.            | Sí             | No                      | 2022              |
| Minnesota                   | Sí             | No                      | 2023              |
| Alaska                      | Sí             | Sí                      | 2023              |
| Nuevo México                | Sí             | Sí                      | 2025              |
| % de la población de EE.UU. | 12.2%          | 5.1%                    |                   |

## Historia
Las disposiciones originales de Idaho sobre preferencias de paso se introdujeron como la ley de Idaho HB 541 en una revisión completa de las leyes de tráfico de 1982. En aquel momento, los incumplimientos leves de tráfico se consideraban delitos, y se consideraba necesario ajustar su graduación a faltas para reducir la carga en los juzgados.
Carl Bianchi, a la sazón director administrativo de la Corte Suprema de Idaho, vio una oportunidad para modernizar las leyes relativas al uso de bicicleta en Estados Unidos. Redactó un nuevo código para la bicicleta que estaría más cercano al código vehicular uniforme, y que incluía posibilidades para permitir a los ciclistas el uso del carril completo, o incorporarse hacia la izquierda, cuando fuera necesario. En respuesta a la preocupación de algunos magistrados, preocupados por el atasco jurídico que suponían las "violaciones técnicas" de algunas disposiciones por los ciclistas, incluyó la provisión de permitir a los ciclistas el tratamiento de una señal de stop como un ceda el paso, la ley llamada "parada rodante". Esta nueva ley se aprobó en 1982, entre objeciones por parte de algunos ciclistas y fuerzas de seguridad.
En 2006 se modificó la ley para indicar que los ciclistas deberán detenerse en los semáforos en rojo y ceder el paso, si van a continuar recto, antes de invadir la intersección; y antes de girar hacia la izquierda en la intersección. Esta era la intención original de la ley, pero algunas fuerzas de seguridad de Idaho deseaban que se hiciera explícito en la ley. La ley se aprobó originalmente con disposiciones de educación vial y difusión, pero se suprimieron en 1988 porque "los usuarios más jóvenes se adaptaron rápidamente al nuevo sistema y tenían mayor respeto por una ley que hacía legal un comportamiento realista".
En 2001, Joel Fajans, profesor de física en la UC Berkeley, y Melanie Curry, editora de una revista, publicaron un ensayo titulado "Why Bicyclists Hate Stop Signs" ("Por qué los ciclistas odian las señales de stop"), en el que detallaban por qué las paradas rodantes eran preferibles para los usuarios de bicicleta, que ayudó a generar interés en la ley de Idaho.

## Seguridad
Un estudio de 2009 mostraba una disminución del 14,5% en los ciclistas heridos tras la aprobación de la ley de Idaho Stop (aunque no ligaba esta disminución directamente a esta ley). Un estudio del Estado de Delaware sobre una aplicación semejante de la misma ("Delaware Yield" o el "ceda de Delaware") concluyó que reducía las heridas en las intersecciones reguladas por señales de stop en un 23%.
Un estudio de las "paradas rodantes" en Seattle determinó que "los resultados prácticos apoyan la noción teórica de que los usuarios de bicicleta son capaces de tomar decisiones seguras respecto a las paradas rodantes", mientras que una revisión de 2013, en las jurisdicciones de Colorado donde esta medida era entonces legal, no halló incremento en las colisiones. Otro estudio de Chicago muestra que el grado de cumplimiento de las señales de stop y los semáforos en rojo entre los ciclistas era bajo cuando no había tráfico en el cruce,  pero aun así, la mayoría ejecutaba una maniobra del tipo Idaho stop; y por tanto "hacer cumplir estrictamente las reglas existentes en estas intersecciones parece arbitrario y caprichoso".

## En otros países
Existen distintas adaptaciones de estas leyes fuera de los Estados Unidos. En Países Bajos, muchos cruces están diseñados para evitar la necesidad de señales de stop o semáforos, usando rotondas y/o con señales horizontales para indicar quién debe ceder a quién.
En 2012, una prueba en 15 intersecciones de París permitía tratar semáforos como un ceda el paso a los ciclistas que fueran a girar a la derecha o continuar recto, con la condición de que "ejercieran cautela" y cedieran el paso a los peatones, con la indicación de varios expertos en seguridad vial de que esta medida reduciría las colisiones. Tras estas pruebas, la ley francesa se modificó para permitir que los ciclistas tratasen algunos semáforos en rojo como ceda el paso, con señalización específica.
Algunas ciudades francesas, como Lyon, han instalado estas señales en la mayoría de semáforos.